# Пуэйо, Рикардо
Рикардо Пуэйо Министраль (исп. Ricardo Pueyo Ministral; род. 1 марта 1967, Тиана) — испанский легкоатлет, специалист по спортивной ходьбе. Выступал за сборную Испании по лёгкой атлетике во второй половине 1980-х годов, обладатель бронзовой медали чемпионата мира среди юниоров, призёр первенств национального значения, участник летних Олимпийских игр в Сеуле.

## Биография
Рикардо Пуэйо родился 1 марта 1967 года в муниципалитете Тиана, автономное сообщество Каталония.
Впервые заявил о себе в лёгкой атлетике на международном уровне в сезоне 1985 года, когда вошёл в состав испанской национальной сборной и выступил на юниорском европейском первенстве в Котбусе, где в ходьбе на 10 000 метров стал девятым.
В 1986 году на юниорском мировом первенстве в Афинах выиграл бронзовую медаль в дисциплине 10 000 метров.
В 1987 году на Кубке мира по спортивной ходьбе в Нью-Йорке занял 31-е место на дистанции 20 км. На последовавшем чемпионате мира в Риме с результатом 1:26:09 закрыл двадцатку сильнейших.
В апреле 1988 года на домашнем турнире в Оспиталете установил свой личный рекорд в ходьбе на 20 км — 1:22:51. Благодаря череде удачных выступлений удостоился права защищать честь страны на летних Олимпийских играх в Сеуле — в дисциплине 20 км показал результат 1:23:40, расположившись в итоговом протоколе соревнований на 23-й строке.
После сеульской Олимпиады Пуэйо ещё в течение некоторого времени оставался действующим спортсменом и продолжал принимать участие в крупнейших международных стартах. Так, в 1989 году он отметился выступлением на Кубке мира в Оспиталете, где в личном зачёте 20 км занял 41-е место.